# دميتري أوساجين
دميتري أوساجين (مواليد 31 يناير 1978) هو ملاكم بلغاري، مثّل بلاده في الألعاب الأولمبية الصيفية 2000.

## روابط خارجية
دميتري أوساجين على موقع أوليمبيديا (الإنجليزية)